# Laranjal
Laranjal este un oraș în Minas Gerais (MG), Brazilia.